# National Council of Women of the United States
National Council of Women of the United States (NCW/US), är en amerikansk kvinnoorganisation, grundad 1888.
Det är USA:s representant inom International Council of Women. Den fungerar som paraplyorganisation för USA:s kvinnoföreningar.